# 智慧行銷
智慧行銷（Intelligent Marketing）是指以電子商務、網際網路、大數據、人工智慧（AI）、機器學習、深度學習等技術為基礎，瞭解消費者喜歡、市場接受度，並能適時推播給目標客戶的主動式行銷技術。
智慧行銷可以將網路行銷、深度學習、聊天機器人、AI廣告績效偵測等技術整合，以達到行銷的目的。